# PEARL SECOND
『PEARL SECOND』（パール　セカンド）は、PEARLのアルバム。

## 概要
4人組ロックバンドPEARLによるセカンド・アルバムである。

## 収録曲
- 作詞：SHŌ-TA
- 作曲：SHŌ-TA

1. Gold Rush
2. アスファルト リバー シティー
3. Feelin' Alright
4. Cool Down −特別な愛の詩−
5. Merry Xmasに −クリスマス−
6. Rock and Blues Woman
7. Key Word=T
8. SoulfulなKiss
9. Pearl
10. Still(スタイル)